# Léon Brard
Pour les articles homonymes, voir Brard.
Léon Brard (né Léon Antoine Brard le 20 février 1830 à Caen et mort le 13 août 1902 à Tours) est un peintre et céramiste français.

## Biographie
Natif de Caen, Léon Brard déménage à Tours en 1859. Disciple de Charles-Jean Avisseau, il partage avec Auguste François Chauvigné le fait d'avoir d'abord été peintre avant de produire de la céramique. Il est influencé par l'art du XVIIIe siècle et produit des assiettes patronymiques ou en trompe l'œil dans le goût de cette époque. Il s'est également essayé à des sujets hispano-mauresques et révolutionnaires. Il a la particularité d'avoir combiné des techniques d'émaux colorés avec de l'étain.

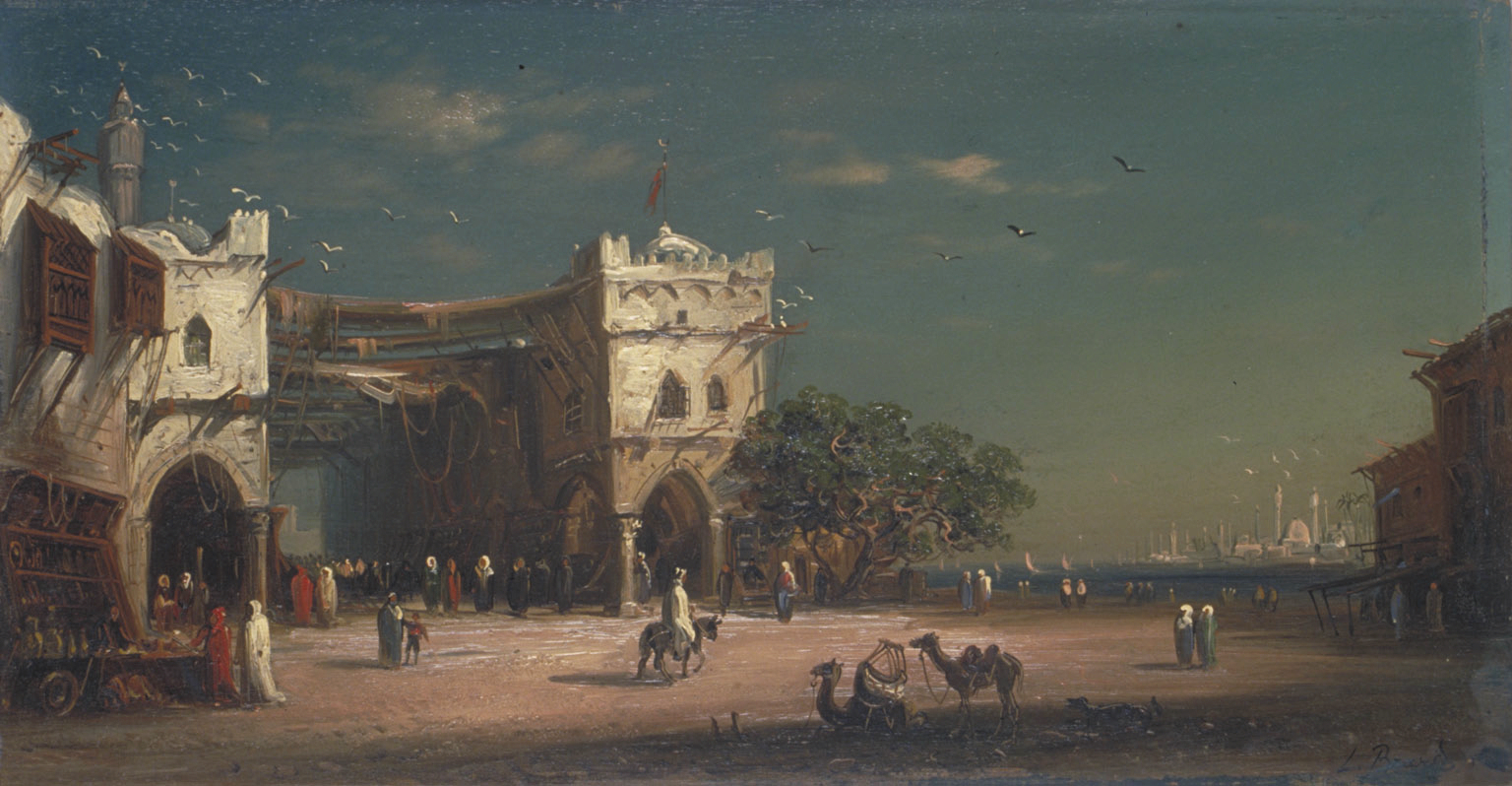
Paysage orientaliste : vue sur le Bosphore. Paysage marocain avec des maisons (XIXe siècle), Bordeaux, musée des Beaux-Arts.